# Aglaia sapindina
Aglaia sapindina là một loài thực vật thuộc họ Meliaceae. Loài này có ở Úc (Lãnh thổ Bắc Úc và Queensland), Indonesia, Papua New Guinea, và quần đảo Solomon.